# Francesc Martorell i Peña
Francesc Martorell i Peña   (Barcelona, 19 de novembre de 1822 - Barcelona, 9 de novembre de 1878) va ser un corredor reial de canvis i antiquari català.

## Biografia
Era fill de Josep Martorell i Alsina, de Calella, i d'Engràcia Peña, i la seva germana Isabel va ser una coneguda pintora.
Fou viatger, estudiós de la numismàtica, naturalista aficionat (especialment a la malacologia), arqueòleg de nom (pioner estudiós de l'arqueologia balear i dels seus monuments megalítics). Va estudiar els vestigis de la colonització grega de l'àrea catalana i insular, i va centrar la seva investigació en les construccions talaiòtiques de Balears i nuràgiques de Sardenya, localitzant estructures fins llavors desconegudes. El 1868 va visitar l'Alguer per a estudiar els nurags sards i hi descobrí la supervivència de la llengua catalana. Al llarg de la seva vida va reunir una gran col·lecció d'objectes, una miscel·lània típica de l'època, incloent espècimens d'història natural -zoologia, botànica, geologia, fòssils- objectes arqueològics, llibres i numismàtica.

## Llegat
A la seva mort, amb només 55 anys (1878), per a evitar que les col·leccions que havia reunit es dispersessin, va donar a la ciutat de Barcelona, amb un llegat testamentari de 27 de novembre de 1876, el conjunt de les seves col·leccions d'història natural, arqueologia i etnologia i la seva biblioteca, a més d'una dotació econòmica de 125.000 pessetes per conservar totes les peces. El capital que va deixar tenia, a més, un altre propòsit. Amb les rendes, s'havia de crear un premi quinquennal dotat de 20.000 pessetes per a la millor obra d'arqueologia espanyola, impresa o manuscrita, obert tant a propostes d'investigadors nacionals com estrangers, sempre que estiguessin redactades en castellà, català (en les bases fins a 1932), francès, italià o portuguès, o bé en alemany i anglès adjuntant-ne un resum en espanyol.
Quatre anys després de la seva mort, el 25 de setembre de 1882, l'alcalde Rius i Taulet va inaugurar el Museo Martorell de Arqueología y Ciencias Naturales, dirigit fins al 1890 pel seu germà Manuel. La col·lecció de numismàtica, en aquell moment, ja contenia 1.600 monedes de totes les sèries hispàniques, des de l'antiguitat fins al segle xix, 120 monedes de Portugal i 70 medalles. Aquesta col·lecció s'anava ampliant i, quan es va crear el Gabinet Numismàtic de Catalunya, ja tenia unes 3.000 monedes.També li foren dedicades algunes espècies de mol·luscs.
Els estudis de Francesc Martorell Apuntes arqueológicos (1838, 1852 i 1856) van ser publicat el 1879, després de la seva mort, pel seu germà Joan i la col·laboració de Salvador Sampere i Miquel.